# Wilgenspanner
De wilgenspanner (Macaria artesiaria) is een nachtvlinder uit de familie van de spanners (Geometridae). 

## Beschrijving
De spanwijdte van de imago is 24 tot 28 millimeter. De grondkleur is bruingrijs. Het zoomveld van de voorvleugel is donkerder gekleurd, en wordt met een lichte lijn begrensd. Vanuit het midden van het zoomveld is vaak tussen twee aderen een geler/bruiner gekleurde wigvormige vlek te onderscheiden. Er is een duidelijk zichtbare middenstip. De achtervleugel is vrijwel ongetekend.

## Levenscyclus
De wilgenspanner gebruikt wilg als waardplant. De rups is te vinden in april en mei en vervolgens in juli en augustus. Hij verpopt tussen samengesponnen bladeren. De soort overwintert als ei. Er zijn jaarlijks twee generaties die vliegen van eind mei tot en met juli en in augustus en september. In het noorden van het verspreidingsgebied vliegt maar 1 generatie.

## Verspreiding
De soort komt verspreid van de Noordzee tot Mongolië en het gebied van de Amoer voor. De wilgenspanner is in Nederland voor het laatst in 1982 waargenomen in Ruinen. In België was de soort zeer zeldzaam in de provincie Luik, waar de soort sinds 1980 niet meer is waargenomen. 